# العلاقات السعودية البحرينية
العلاقات السعودية البحرينية: هي العلاقات الثنائية بين مملكة البحرين والمملكة العربية السعودية حيث لدى السعودية سفارة في المنامة ولدى البحرين سفارة في الرياض وقنصلية في جدة. السعودية والبحرين دول سنية، وكلاهما أعضاء في مجلس التعاون الخليجي. كما أن علاقاتهم تاريخية وودية للغاية.

## ربط السعودية بالبحرين

### جسر الملك فهد
قام الملك فيصل بن عبد العزيز آل سعود باستقبال الشيخ خليفة بن سلمان آل خليفة رئيس الوزراء البحريني خلال زيارة للمنطقة الشرقية، وقد أبدى الشيخ خليفة رغبته ببناء جسر يربط السعودية بالبحرين، الأمر الذي وافق عليه الملك فيصل وأمر بتشكيل لجنة مشتركة بين الدولتين لدراسة إمكانية تنفيذ مشروع جسر يربط بين البلدين. وبعد تولّي الملك خالد الحكم في السعودية أكمل الإستشاريين والفنيين دراسة المشروع ومن ثم موافقة الملك خالد بن عبد العزيز بإنشاء الجسر وقد بدأ العمل الرسمي في شهر رمضان عام 1401 الموافق 1981/7/8م بالتوقيع مع الشركة الهولندية بلاست نيدام (بالهولندية: ballast nedam) في بناء الجسر وبدأ العمل الفعلي يوم 29 سبتمبر عام 1981، وتم تثبيت أول قاعدة من قواعد الجسور في يوم الأحد 27 فبراير 1982، بينما تم افتتاح الجسر يوم الأربعاء 1986/11/26م.

### جسر الملك حمد
تم الإعلان عن جسر الملك حمد لأول مرة في سبتمبر 2014.
قال كمال أحمد وزير المواصلات البحريني في تصريح بثته وكالة أنباء البحرين إن إنشاء الجسر الجديد الذي أطلق عليه جسر «الملك حمد» خطوة ستعزز التعاون الاقتصادي بين البلدين.

## احتجاجات البحرين
في عام 2011 وخلال فترة الاحتجاجات الشعبية. طلبت حكومة مملكة البحرين الاستعانة بقوات درع الجزيرة خوفا من نفوذ إيران في البحرين. وقامت السعودية بالمشاركة وإرسال عدد كبير من الجنود لحماية البحرين